# Burger Lambrechts (Leichtathlet, 1998)
Burger Lambrechts (* 6. August 1998 in Pretoria) ist ein südafrikanischer Leichtathlet, der sich auf das Kugelstoßen spezialisiert hat. Auch sein Vater Burger Lambrechts senior war als Kugelstoßer für Südafrika aktiv.

## Sportliche Laufbahn
Erste internationale Erfahrungen sammelte Burger Lambrechts im Jahr 2015, als er bei den Jugendafrikameisterschaften in Réduit mit einer Weite von 20,89 m die Goldmedaille mit der leichteren 5-kg-Kugel gewann. Anschließend belegte er bei den Jugendweltmeisterschaften in Cali mit 20,97 m den vierten Platz, ehe er bei den Commonwealth Youth Games in Apia mit 19,31 m die Bronzemedaille gewann und sich im Diskuswurf mit 58,02 m ebenfalls Bronze sicherte. Im Jahr darauf gelangte er bei den U20-Weltmeisterschaften in Bydgoszcz mit 19,61 m auf den sechsten Platz und 2017 begann er ein Studium an der University of Nebraska-Lincoln in den Vereinigten Staaten, welches er 2022 mit einem Bachelor abschloss. 2023 startete er bei den Weltmeisterschaften in Budapest und schied dort mit 19,52 m in der Qualifikationsrunde aus. Im Jahr darauf wurde er bei den Afrikameisterschaften in Douala mit 19,12 m Fünfter.
2023 wurde Lambrechts südafrikanischer Meister im Kugelstoßen.